# Kimmo Kinnunen
Kimmo Kinnunen (ur. 31 marca 1968 w Äänekoski) – fiński lekkoatleta specjalizujący się w rzucie oszczepem.
W latach 1988–1996 trzy razy brał udział w igrzyskach olimpijskich. Czwarty zawodnik igrzysk w Barcelonie w 1992 i siódmy igrzysk w Atlancie cztery lata później. Dwukrotny medalista mistrzostw świata. Rekord życiowy: 90,82 (26 sierpnia 1991, Tokio). 
Syn oszczepnika Jormo Kinnunena.

## Osiągnięcia
| Rok  | Impreza                     | Miejsce    | Pozycja     | Wynik |
| ---- | --------------------------- | ---------- | ----------- | ----- |
| 1986 | Mistrzostwa świata juniorów | Ateny      | 5. miejsce  | 70.96 |
| 1987 | Mistrzostwa Europy juniorów | Birmingham | 5. miejsce  | 71,56 |
| 1988 | Igrzyska olimpijskie        | Seul       | 10. miejsce | 78,04 |
| 1990 | Mistrzostwa Europy          | Split      | 8. miejsce  | 79,00 |
| 1991 | Mistrzostwa świata          | Tokio      | 1. miejsce  | 90,82 |
| 1992 | Igrzyska olimpijskie        | Barcelona  | 4. miejsce  | 82,62 |
| 1993 | Mistrzostwa świata          | Stuttgart  | 2. miejsce  | 84,78 |
| 1993 | Finał Grand Prix IAAF       | Londyn     | 6. miejsce  | 77,04 |
| 1996 | Igrzyska olimpijskie        | Atlanta    | 7. miejsce  | 84,02 |